# Lư Dục Hiểu
Lư Dục Hiểu (tiếng Trung: 卢昱晓; bính âm: Lú YùXiǎo; sinh ngày 27 tháng 9 năm 1999, tại Thượng Hải) là nữ diễn viên người Trung Quốc. Năm 2019, cô tham gia chương trình Phái diễn xuất do Youku sản xuất, chính thức gia nhập giới giải trí. Cô được biết đến nhiều hơn qua vai diễn Thượng Quan Thiển trong phim cổ trang Vân Chi Vũ.

## Tiểu sử
Trước khi trở thành diễn viên, Lư Dục Hiểu từng có một khoảng thời gian du học tại Anh.
Năm 2019, cô chính thức gia nhập giới giải trí sau khi tham gia chương trình Phái diễn xuất.
Năm 2021, Lư Dục Hiểu góp mặt trong phim cổ trang Ngọc Chiêu Lệnh với vai diễn Kỳ Mục Y La - đây cũng là vai diễn đầu tiên trong sự nghiệp diễn xuất của cô.
Năm 2022, cô có bước tiến mới trong sự nghiệp diễn xuất. Tháng 4 năm 2022, cô tham gia diễn xuất trong bộ phim Ngày mai cũng muốn gặp anh trong vai phát thanh viên Liêm Ca Dao. Cuối năm 2022, Lư Dục Hiểu hợp tác cùng Ngô Tuấn Đình, đảm nhận vai nữ chính Lâm Tích trong bộ phim học đường Thời gian và anh, vừa hay đúng lúc.
Năm 2023, tổng cộng đã có sáu bộ phim có sự góp mặt của cô đã lên sóng. Trong đó nổi bật nhất là phim tình cảm hiện đại Cả thế giới đang chờ hai người chia tay do Lư Dục Hiểu đóng chính vai nhân viên văn phòng Tống Ngôn Thất và phim cổ trang Vân Chi Vũ với vai nữ phụ Thượng Quan Thiển. Ngoài ra nửa cuối năm 2023, cô cũng tham gia sôi nổi các chương trình tạp kĩ như: Xin chào thứ bảy, Keep running, Vương bài đối vương bài....
Năm 2024, Lư Dục Hiểu nhận giải thưởng Diễn viên được mong chờ của năm tại Đêm hội Weibo. 2024 là một năm khá bận rộn đối với Lư Dục Hiểu, khi cô liên tiếp vào 3 đoàn phim mới với vai trò là nữ chính đồng thời cũng ghi hình chương trình giải trí Khuê nữ nhà tôi với vai trò là khách mời thường trú.

## Phim ảnh
| Năm phát sóng | Tên tiếng Việt                          | Tên tiếng Trung      | Nền tảng phát sóng | Tên vai diễn      | Chú thích |
| ------------- | --------------------------------------- | -------------------- | ------------------ | ----------------- | --------- |
| 2021          | Ngọc Chiêu Lệnh                         | 玉昭令               | IQIYI              | Kỳ Mục Y La       | Cameo     |
| 2021          | Bách Linh Đàm                           | 百灵潭               | Mango TV           | Quỳ Nhi           | Cameo     |
| 2022          | Ngày Mai Cũng Muốn Gặp Anh              | 明天也想见到你       | IQIYI              | Liêm Ca Dao       | Nữ phụ    |
| 2022          | Mây Đen Gặp Trăng Sáng                  | 乌云遇皎月           | WeTV               | Ô Diệu            | Nữ phụ    |
| 2022          | Thời Gian Và Anh Vừa Hay Đúng Lúc       | 时光与他，恰是正好   | WeTV               | Lâm Tích          | Nữ chính  |
| 2023          | Cả Thế Giới Đang Chờ Hai Người Chia Tay | 全世界都在等你们分手 | IQIYI              | Tống Ngôn Thất    | Nữ chính  |
| 2023          | Ngọc Cốt Dao                            | 玉骨遥               | WeTV               | Bạch Tuyết Oanh   | Nữ phụ    |
| 2023          | Bảy Kiếp May Mắn                        | 七时吉祥             | IQIYI              | Cẩm La            | Nữ phụ    |
| 2023          | Vân Chi Vũ                              | 云之羽               | IQIYI              | Thượng Quan Thiển | Nữ phụ    |
| 2023          | Tây Xuất Ngọc Môn                       | 西出玉门             | WeTV               | A Hoà             | Nữ phụ    |
| 2023          | Đấu Phá Thương Khung: Thiếu Niên Trở Về | 斗破苍穹之少年归来   | WeTV               | Tiểu Y Tiên       | Nữ phụ    |
| 2024          | Tích Hoa Chỉ                            | 惜花芷               | Youku              | Thược Dược        | Nữ phụ    |
| 2024          | Người Nhà Ngõ Nhỏ                       | 小巷人家             | Mango TV           | Lý Giai           | Nữ phụ    |
| 2025          | Ngũ Phúc Lâm Môn                        | 五福临门             | Mango TV           | Lệ Khang Ninh     | Nữ chính  |
|               | Bảng Thượng Giai Tế                     | 榜上佳婿             | WeTV               | Giản Minh Thư     | Nữ chính  |
|               | Nhập Thanh Vân                          | 入青云               | Youku              | Minh Ý            | Nữ chính  |

## Chương trình giải trí
| Năm phát sóng | Tên chương trình              | Nền tảng phát sóng | Vai trò              | Tập xuất hiện          | Chú thích                                         |
| ------------- | ----------------------------- | ------------------ | -------------------- | ---------------------- | ------------------------------------------------- |
| 2019          | Phái Diễn Xuất                | Youku              | Thí sinh             | Tập 1                  |                                                   |
| 2023          | Hit It Off                    | Youku              | Khách mời            | Từ tập 3 đến 7, tập 10 |                                                   |
| 2023          | Xin Chào Thứ Bảy              | Mango TV           | Khách mời            | Tập ngày 01/10/2023    | Tuyền truyền phim "Vân Chi Vũ"                    |
| 2023          | Keep Running mùa sinh thái    | Chiết Giang TV     | Khách mời            | Tập 3, 4               |                                                   |
| 2023          | Vương Bài Đối Vương Bài mùa 8 | Chiết Giang TV     | Khách mời            | Tập 9                  |                                                   |
| 2024          | Nhiệm Vụ Ngọt Ngào            | Mango TV           | Khách mời            | Tập ngày 28/01/2024    |                                                   |
| 2024          | Hot Trend đến rồi             | Douyin             | Khách mời            |                        | Tuyên truyền phim "Ngũ Phúc Lâm Môn"              |
| 2024          | Khuê Nữ Nhà Tôi 2024          | Mango TV           | Khách mời thường trú |                        |                                                   |
| 2024          | Xin Chào Thứ Bảy              | Mango TV           | Khách mời            | Tập ngày 12/10/2024    | Tuyên truyền phim "Người nhà ngõ nhỏ"             |
| 2025          | Có Phúc Cùng Hưởng            | Mango TV           | Khách mời thường trú |                        | Chương trình giải trí của phim "Ngũ Phúc Lâm Môn" |

## Âm nhạc
| Năm phát hành | Tên tiếng Việt      | Tên tiếng Trung | Nền tảng | Chú thích                                   |
| ------------- | ------------------- | --------------- | -------- | ------------------------------------------- |
| 2023          | Anh                 | 你              | QQ Music | OST Thời Gian Và Anh Vừa Hay Đúng Lúc       |
| 2023          | Nơi hai ta thuộc về | 归属地          | QQ Music | OST Cả thế giới đang chờ hai người chia tay |

## Giải thưởng
| Năm tổ chức | Lễ trao giải       | Hạng mục                        | Tác phẩm | Kết quả  | Chú thích |
| ----------- | ------------------ | ------------------------------- | -------- | -------- | --------- |
| 2024        | Đêm Hội Weibo 2023 | Diễn viên được mong chờ của năm |          | Đạt giải |           |
| 2025        | Đêm Hội Weibo 2025 | Diễn viên thế lực mới của năm   |          | Đạt giải |           |

1. ↑  v.youku.com https://v.youku.com/v_show/id_XNDM3NTcyMTQwNA==.html. Truy cập ngày 3 tháng 2 năm 2024. {{Chú thích web}}: |title= trống hay bị thiếu (trợ giúp)
2. ↑  "视频：《明天也想见到你》定档0414 张楚寒张康乐携手发糖啦！". video.sina.com.cn. Truy cập ngày 3 tháng 2 năm 2024.
3. ↑  网易 (ngày 25 tháng 12 năm 2022). "从校服到婚纱，青春正好，时光正好！《时光与他，恰是正好》腾讯视频今日正式开播！". www.163.com. Truy cập ngày 3 tháng 2 năm 2024.
4. ↑  爱奇艺-iqiyi.com. "神剧亮了《全世界都在等你们分手》专访：卢昱晓回应小哭包体质！". www.iqiyi.com (bằng tiếng Trung). Truy cập ngày 3 tháng 2 năm 2024.
5. ↑  "新京报 - 好新闻，无止境". www.bjnews.com.cn. Truy cập ngày 3 tháng 2 năm 2024.
6. ↑  "2023微博之夜盛典荣誉名单揭晓！朱一龙杨紫、肖战李宇春张艺谋黄晓明等获大奖_年度". yule.sohu.com. Truy cập ngày 3 tháng 2 năm 2024.
7. ↑  "《明天也想见到你》首播，暖甜剧，走韩剧的路，让韩剧无路可走_电视剧_爱情_表演". www.sohu.com. Truy cập ngày 3 tháng 2 năm 2024.[liên kết hỏng]
8. ↑  "多重设定、剧情高能，《乌云遇皎月》探路无限流与奇幻悬爱深水区". m.thepaper.cn. Truy cập ngày 3 tháng 2 năm 2024.
9. ↑  "陸劇《全世界都在等你們分手》10大劇情演員介紹！雙穿言情小說，為CP出生入死 | 影劇星聞". 妞新聞 niusnews (bằng tiếng Trung). Truy cập ngày 3 tháng 2 năm 2024.
10. ↑  "百度安全验证". wappass.baidu.com. Truy cập ngày 3 tháng 2 năm 2024.
11. ↑  "《七时吉祥》，讲述东方奇妙幻想". 环球网 (bằng tiếng Trung). Truy cập ngày 3 tháng 2 năm 2024.
12. ↑  iQIYI. "iQIYI Drama "My Journey To You" Debuts, Displaying Chinese Aesthetics". www.prnewswire.com (bằng tiếng Anh). Truy cập ngày 3 tháng 2 năm 2024.
13. ↑  "《西出玉门》倪妮白宇联手探险，让人想入戏又很难入戏_叶流_沙漠_剧集". www.sohu.com. Truy cập ngày 3 tháng 2 năm 2024.[liên kết hỏng]
14. ↑  "《一拍即合的我们》第二波飞行嘉宾入场 搭档互选难度升级_中国网". ent.china.com.cn. Bản gốc lưu trữ ngày 3 tháng 2 năm 2024. Truy cập ngày 3 tháng 2 năm 2024.
15. ↑  "百度安全验证". wappass.baidu.com. Truy cập ngày 3 tháng 2 năm 2024.
16. ↑  "《奔跑吧》新一期录制，黄新淳流汗宝宝再上线，卢昱晓氧气女孩燃爆现场！_嘉宾_环节_挑战". yule.sohu.com. Truy cập ngày 3 tháng 2 năm 2024.
17. ↑  "百度安全验证". wappass.baidu.com. Truy cập ngày 3 tháng 2 năm 2024.
18. ↑  Apple Music 上卢昱晓的歌曲《你(《时光与他,恰是正好》插曲)》 (bằng tiếng Trung), ngày 26 tháng 12 năm 2022, truy cập ngày 3 tháng 2 năm 2024
19. ↑  "归属地 - 卢昱晓 - QQ音乐-千万正版音乐海量无损曲库新歌热歌天天畅听的高品质音乐平台！". y.qq.com. Truy cập ngày 3 tháng 2 năm 2024.